# Piet Romeijn
Piet Romeijn est un footballeur néerlandais né le 10 septembre 1939 à Schiedam. Il évoluait au poste de défenseur.

## Biographie

### En club
Piet Romeijn  est joueur du SVV de 1955 à 1962,.
Il rejoint le Feyenoord Rotterdam,en 1962.
Le club fait le doublé Championnat/Coupe des Pays-Bas en 1965 et en 1969,.
Le Feyenoord remporte la Coupe des clubs champions en 1970. Piet Romeijn dispute la finale contre le Celtic FC remportée 2-1,.
Piet Romeijn remporte également un troisième titre de Champion en 1971,.
Après une dernière saison 1971-1972 avec le SVV, il raccroche les crampons,.
Au total, il dispute 202 matchs de première division néerlandaise pour 3 buts marqués, 10 matchs en Coupe des clubs champions pour un but marqué, 1 match en Coupe des villes de foires et 2 rencontres en Coupe intercontinentale.

### En équipe nationale
International néerlandais, il reçoit quatre sélections en équipe des Pays-Bas pour un but marqué entre 1967 et 1968,.
Il joue son premier match en équipe nationale le 29 novembre 1967 contre l'Union soviétique (victoire 3-1 à Rotterdam) en amical, il marque un but à cette occasion.
Piet Romeijn joue trois autres rencontres amicales contre la Belgique, contre l'Écosse et contre la Roumanie.

## Palmarès
Feyenoord Rotterdam
| - Coupe intercontinentale (1) : - Vainqueur : 1970. - Coupe des clubs champions (1) : - Vainqueur : 1969-70. |  | - Championnat des Pays-Bas (3) : - Champion : 1964-65, 1968-69 et 1970-71. - Coupe des Pays-Bas (2) : - Champion : 1964-65 et 1968-69. |